# Maurice Sartre
Pour les articles homonymes, voir Sartre (homonymie).
Maurice Sartre, né à Lyon le 3 octobre 1944, est un historien et universitaire français spécialiste de l’histoire du monde grec et du monde romain oriental, en particulier du Proche-Orient hellénisé, d’Alexandre à la conquête islamique.

## Biographie

### Études d'histoire et fouilles archéologiques
Maurice Sartre a fait ses études universitaires à Lyon, sa ville natale, et passé sa maîtrise d'histoire sous la direction de Pierre Vidal-Naquet (son mémoire traitait du thème de la frontière en Grèce ancienne).
Après avoir obtenu l'agrégation d'histoire en 1968, il a participé à l'une des campagnes de fouilles d'Aï Khanoum (Afghanistan), avant de s'orienter vers l'étude du Proche-Orient hellénisé avec l'appui de Jean Pouilloux, qui a dirigé sa thèse d'État intitulée « Bostra et l'Arabie romaine ». Il devient alors pensionnaire de l'Institut français d'archéologie de Beyrouth (aujourd'hui IFPO) entre 1973 et 1974. Il est marié à Annie Sartre-Fauriat, également historienne, avec laquelle il a écrit plusieurs ouvrages et articles.

### Carrière universitaire
Maurice Sartre a été assistant puis maître-assistant à l'université de Clermont-Ferrand de 1969 à 1978.
Il est professeur émérite d'histoire ancienne à l'université François-Rabelais de Tours (désormais université de Tours), ancien membre senior de l'Institut universitaire de France et ancien directeur de l'antenne tourangelle de l'UMR 5189 du CNRS « Histoire et sources des mondes antiques » (HISOMA). Il est actuellement rattaché à la fois au CETHIS (Tours) et à la Maison de l'Orient et de la Méditerranée-Jean Pouilloux (Lyon II).

#### Historien du Proche-Orient antique
Il a écrit de nombreux ouvrages sur l'histoire du Proche-Orient et de la Méditerranée orientale dans l'Antiquité. Il a également publié plusieurs recueils d'inscriptions grecques et latines de Syrie et de Jordanie.
Ancien chercheur associé à l'Institut français du Proche-Orient (IFPO), il est de 1997 à 2018 rédacteur en chef de Syria, la prestigieuse revue d'archéologie, art et histoire, éditée par cet établissement.

### Diffuseur de l'histoire au grand public
Il œuvre plus largement à la diffusion de la culture historique universitaire auprès du grand public. Il a activement participé à la création des Rendez-vous de l'histoire de Blois, sous l'impulsion de Jack Lang, en tant que premier président du conseil scientifique de cette manifestation à vocation internationale.
Il est membre du comité de rédaction du magazine L'Histoire et a été un collaborateur régulier du supplément livres du journal Le Monde chaque jeudi entre 1996 et 2011.
De 2003 à 2009, il exerce la fonction de président de l'Institut européen d'histoire et des cultures de l'alimentation (IEHCA), dont le siège est à Tours.
Il est membre du jury du prix du livre d'histoire du Sénat et du prix Anthony-Rowley, et préside le jury du grand prix des Rendez-vous de l'histoire de Blois (dont il a été lauréat en 2002).

### Vie privée
Maurice Sartre est marié à l'historienne Annie Sartre-Fauriat.

## Prises de position
Dans l'édition du Monde des livres du jeudi 27 février 2009, il défend l'essai polémique de Jean-Marie Salamito,, professeur d'histoire des religions à l'université Paris IV-Sorbonne. Celui-ci dénonce « les erreurs et les parti pris » de la série télévisée L'Apocalypse de Jérôme Prieur et Gérard Mordillat, mais surtout de leurs livres, notamment de leur dernier essai Jésus sans Jésus, présenté comme « une vision hostile à l'Église ». Cette prise de position a suscité une réponse de la part de plusieurs universitaires de renom, dont Paul Veyne et Michel Tardieu, professeurs au Collège de France, à l'occasion d'une tribune collective publiée le 18 mars 2009 dans le journal Libération.
Maurice Sartre approuve également en partie la thèse controversée que l’historien israélien Shlomo Sand expose dans Comment le peuple juif fut inventé.
Il a pris clairement position contre la répression en Syrie depuis 2011, et est intervenu à maintes reprises dans les médias écrits et audiovisuels pour rappeler l'importance historique de Palmyre pour l'humanité entière et la richesse du patrimoine syrien. Il a dénoncé les destructions et pillages de Daech, du régime dictatorial et de ses alliés, et de tous les acteurs du conflit quels qu'ils soient,.
En juin 2020, il a co-signé avec Mona Ozouf, Annie Sartre-Fauriat, Jean-Noël Jeanneney et Michel Winock une tribune dans Le Monde pour dénoncer l'anachronisme que constitue le déboulonnage systématique des statues d'hommes du passé sous prétexte qu'ils ne partageaient pas les valeurs qui sont les nôtres.

## Publications
- Trois études sur l'Arabie romaine et byzantine, Bruxelles, Latomus, 1982[15] Prix Ambatiélos de l'Académie des inscriptions et belles-lettres.
- Bostra des origines à l'Islam, Paris, Geuthner, 1985[16]
- L’Orient romain : provinces et sociétés provinciales en Méditerranée orientale d’Auguste aux Sévères (31 avant J.-C. – 235 après J.-C.), Éditions du Seuil, Paris, 1991[17]
- La Méditerranée antique : IIIe siècle av. J.-C.-IIIe siècle, Paris, Armand Colin, 1991 ; 2e éd., 1997, 190 p.
- Inscriptions grecques et latines de la Jordanie. IV : Pétra et la Nabatène méridionale, Beyrouth, IFAPO, 1993
- L’Asie Mineure et l’Anatolie d’Alexandre à Dioclétien (IVe siècle av. J.-C. - IIIe siècle, Paris, Armand Colin, coll. « U », 1995, 279 p.
- Maurice Sartre, Le Haut-Empire romain : les provinces de Méditerranée orientale d’Auguste aux Sévères, Seuil, coll. « Points Histoire / Nouvelle histoire de l’Antiquité⁹ », 1997 (ISBN 978-2020281539)[18]
- D'Alexandre à Zénobie : histoire du Levant antique, IVe siècle avant Jésus-Christ - IIIe siècle après Jésus-Christ, Paris, Fayard, 2001[19] ; 2e éd. 2003 Prix Augustin-Thierry 2002 des Rendez-vous de l'histoire de Blois.
  - Édition américaine partielle : The Middle East under Rome, Cambridge (Mass.), Harvard University Press, 2005
- La Syrie antique, Paris, coll. « Découvertes Gallimard/Histoire » (no 426), Paris, 2002
- L'Anatolie hellénistique de l'Égée au Caucase (334-31 av. J.-C.), Paris, éd. Armand Colin, 2003 ; 2e éd., 2004[18]
- Histoires grecques, Paris, Éditions du Seuil, 2006, 458 p. (ISBN 2-02-037209-6). [20] Médaille Thiers de l'Académie française.
- Cléopâtre : un rêve de puissance, Paris, Tallandier, 2018, 352 p. (ISBN 978-1-02-102698-9 et 1-02-102698-0)[21]
- Le Bateau de Palmyre. Quand les mondes anciens se rencontraient, Paris, Tallandier, 2021  (ISBN 979-10-210-4683-2)[22]
- Culture, savoirs et sociétés dans l'Antiquité, Paris, Tallandier, 2023[23]

### Inscriptions grecques et latines de la Syrie
- Tome XIII/1 : Bostra, Paris, Geuthner, 1985[24]
- Tome XIII/2 : Bostra (supplément) et la plaine de la Nuqrah, Beyrouth, IFPO, 2011
- Tome XV : Le Plateau du Trachôn (avec Annie Sartre-Fauriat), Beyrouth, IFPO, 2014, 2 vol.
- Tome XIV : La Batanée et le Jawlan oriental (avec Annie Sartre-Fauriat), Beyrouth, IFPO, 2016, 2 vol.
- Tome XVI : L'Auranitide, vol. 1 et 2 : Le Nord-Ouest du Jebel al-‘Arab (avec Annie Sartre-Fauriat), Beyrouth, 2020[25]

### En collaboration
- Avec Annie Sartre-Fauriat, Palmyre, la cité des caravanes, éd. Gallimard, coll. « Découvertes Gallimard/Archéologie » (no 523), Paris, 2008
- Avec Annie Sartre-Fauriat et Patrice Brun (dir.), Dictionnaire du monde grec antique, Paris, Larousse, coll. « In extenso », 2009, 543 p.
- Avec Xavier Lafon et Jean-Yves Marc, La Ville antique, Paris, Seuil, coll. « Points Histoire/Histoire de l’Europe urbaine », 2011  (ISBN 978-2-7578-2546-4)
- Avec Annie Sartre-Fauriat, Zénobie : de Palmyre à Rome, Paris, Perrin, 2014, 348 p. (ISBN 978-2-262-04097-0)[26]Prix Historia de la biographie historique 2015.
- Avec Annie Sartre-Fauriat, Palmyre, vérités et légendes, Paris, Perrin, 2017[27]

## Distinctions

### Décorations
- Chevalier de la Légion d'honneur (2016)[28] ;
- Officier de l'ordre des Palmes académiques ;
- Chevalier de l'ordre des Arts et des Lettres (2016)[29].

### Récompenses
- 1982 : Prix Ambatiélos de l'Académie des inscriptions et belles-lettres.
- 2002 : Prix Augustin-Thierry des Rendez-vous de l'histoire de Blois.
- 2005 : Prix Historia de la biographie historique.
- 2007 : Médaille Thiers de l'Académie française[30].
- 2016 : Prix Pierre-Lafue[31].
- 2021 : Prix Plottel pour les études classiques de l'Académie des inscriptions et belles-lettres[32].
- 2023 : Premio Cherasco Storia (Italie)[33],[34].

### Entretien
- « Maurice Sartre et le métier d’historien », Anabases, no 13, 2011, p. 175-206

### Radio
- Maurice Sartre sur France Culture